# 1942 Jablunka
1942 Jablunka è un asteroide della fascia principale del diametro medio di circa 14,02 km. Scoperto nel 1972, presenta un'orbita caratterizzata da un semiasse maggiore pari a 2,3186380 UA e da un'eccentricità di 0,1840673, inclinata di 24,34190° rispetto all'eclittica.
L'asteroide è dedicato alla località ceca di Jablůnka.